# Taurus Awards 2012
Die Taurus Awards 2012 waren die elfte Verleihung des Taurus Award, eine US-amerikanische Auszeichnung für Filmstunts, welche am 12. Mai 2012, erneut wie seit 2003, bei Paramount Pictures stattfanden.

## Verleihung
Mehr als 900 Stuntleute nahmen an der Veranstaltung teil. Als größter Gewinner ging die Filmproduktion Fast & Furious Five aus der Verleihung hervor, die in vier Kategorien nominiert wurde, und in ebenso vielen Kategorien Auszeichnungen erhielt. Der Taurus Lifetime Achievement Award wurde an den Stuntman Glenn Wilder vergeben.

## Gewinner und Nominierte
Der Taurus Award wird jährlich in wechselnden Kategorien vergeben. Im Jahr 2012 erfolgte die Verleihung in folgenden Kategorien:
Zeitleiste der Kategorien des Taurus Award
Die Auszeichnungen wurden, wie seit 2003 üblich, in neun Kategorien verliehen, in denen insgesamt 26 verschiedene Filme nominiert wurden. Dabei wurde der Film Fast & Furious Five mit acht Nominierungen am häufigsten nominiert. Mit vier Auszeichnungen gewann er zugleich die meisten Taurus Awards. Wie im Vorjahr wurde die deutsche Actionserie Alarm für Cobra 11 – Die Autobahnpolizei als beste ausländische Produktion ausgezeichnet, die damit bereits zum fünften Mal die Auszeichnung in der Kategorie Bester Stunt in einem ausländischen Film erhielt.
Folgende Filme des Vorjahres wurden 2012 nominiert sowie mit dem Taurus Award ausgezeichnet:
| Kategorie (Englische Originalbezeichnung)                                 | Nominierte Filme (Gewinner fett markiert)                                                      |
| ------------------------------------------------------------------------- | ---------------------------------------------------------------------------------------------- |
| Beste Kampfszene (Best Fight)                                             | Drive Angry                                                                                    |
| Beste Kampfszene (Best Fight)                                             | Fast & Furious Five                                                                            |
| Beste Kampfszene (Best Fight)                                             | The Green Hornet                                                                               |
| Beste Kampfszene (Best Fight)                                             | Killer Elite                                                                                   |
| Beste Kampfszene (Best Fight)                                             | The Mechanic                                                                                   |
| Bester Feuerstunt (Best Fire)                                             | 30 Minuten oder weniger                                                                        |
| Bester Feuerstunt (Best Fire)                                             | Drive Angry                                                                                    |
| Bester Feuerstunt (Best Fire)                                             | Die rabenschwarze Nacht – Fright Night                                                         |
| Bester Feuerstunt (Best Fire)                                             | The Thing                                                                                      |
| Bester Stunt in der Höhe (Best High Work)                                 | Fast & Furious Five                                                                            |
| Bester Stunt in der Höhe (Best High Work)                                 | Killer Elite                                                                                   |
| Bester Stunt in der Höhe (Best High Work)                                 | Killer Elite                                                                                   |
| Bester Stunt in der Höhe (Best High Work)                                 | Ohne Limit                                                                                     |
| Bester Stunt in der Höhe (Best High Work)                                 | The Mechanic                                                                                   |
| Bester Fahrzeugstunt (Best Work With A Vehicle)                           | Fast & Furious Five                                                                            |
| Bester Fahrzeugstunt (Best Work With A Vehicle)                           | Fast & Furious Five                                                                            |
| Bester Fahrzeugstunt (Best Work With A Vehicle)                           | Fast & Furious Five                                                                            |
| Bester Fahrzeugstunt (Best Work With A Vehicle)                           | The Green Hornet                                                                               |
| Bester Fahrzeugstunt (Best Work With A Vehicle)                           | Hangover 2                                                                                     |
| Bester Spezialstunt (Best Specialty Stunt)                                | Cowboys & Aliens                                                                               |
| Bester Spezialstunt (Best Specialty Stunt)                                | Cowboys & Aliens                                                                               |
| Bester Spezialstunt (Best Specialty Stunt)                                | Fast & Furious Five                                                                            |
| Bester Spezialstunt (Best Specialty Stunt)                                | Jack und Jill                                                                                  |
| Bester Spezialstunt (Best Specialty Stunt)                                | Transformers 3                                                                                 |
| Härtester Schlag (Hardest Hit)                                            | Fast & Furious Five                                                                            |
| Härtester Schlag (Hardest Hit)                                            | Ich bin Nummer Vier                                                                            |
| Härtester Schlag (Hardest Hit)                                            | Killer Elite                                                                                   |
| Härtester Schlag (Hardest Hit)                                            | Mission: Impossible – Phantom Protokoll                                                        |
| Härtester Schlag (Hardest Hit)                                            | Sucker Punch                                                                                   |
| Bester Stunt einer Frau (Best Overall Stunt By A Stunt Woman)             | Drive Angry                                                                                    |
| Bester Stunt einer Frau (Best Overall Stunt By A Stunt Woman)             | Pirates of the Caribbean – Fremde Gezeiten                                                     |
| Bester Stunt einer Frau (Best Overall Stunt By A Stunt Woman)             | Sherlock Holmes: Spiel im Schatten                                                             |
| Bester Stunt einer Frau (Best Overall Stunt By A Stunt Woman)             | Sucker Punch                                                                                   |
| Bester Stunt einer Frau (Best Overall Stunt By A Stunt Woman)             | Thor                                                                                           |
| Bester Stuntkoordinator (Best Stunt Coordinator And/Or 2nd Unit Director) | Cowboys & Aliens                                                                               |
| Bester Stuntkoordinator (Best Stunt Coordinator And/Or 2nd Unit Director) | Fast & Furious Five                                                                            |
| Bester Stuntkoordinator (Best Stunt Coordinator And/Or 2nd Unit Director) | The Green Hornet                                                                               |
| Bester Stuntkoordinator (Best Stunt Coordinator And/Or 2nd Unit Director) | The Mechanic                                                                                   |
| Bester Stuntkoordinator (Best Stunt Coordinator And/Or 2nd Unit Director) | Mission: Impossible – Phantom Protokoll                                                        |
| Bester Stuntkoordinator (Best Stunt Coordinator And/Or 2nd Unit Director) | Transformers 3                                                                                 |
| Bester Stunt in einem ausländischen Film (Best Action In A Foreign Film)  | Alarm für Cobra 11 – Die Autobahnpolizei (Staffel 18, Folge 1: 72 Stunden Angst) (Deutschland) |
| Bester Stunt in einem ausländischen Film (Best Action In A Foreign Film)  | 1920 – Die letzte Schlacht (1920 Bitwa warszawska) (Polen)                                     |
| Bester Stunt in einem ausländischen Film (Best Action In A Foreign Film)  | Don – The King is back (Indien)                                                                |
| Bester Stunt in einem ausländischen Film (Best Action In A Foreign Film)  | One Way Trip 3D (Schweiz, Österreich)                                                          |